# Калиновка (Чекмагушевский район)
Калиновка — упразднённая в 2005 году деревня в Чекмагушевском районе Республики Башкортостан Российской Федерации. Входила на год упразднения в состав Новобалтачевского сельсовета. Проживали украинцы (1972).

## География
Располагалась в 13 км к западу от райцентра и 88 км к северу от ж.‑д. ст. Буздяк.

### Географическое положение
Расстояние (по данным на 1 июля 1972 года) до:
- районного центра (Чекмагуш): 13 км,
- центра сельсовета (Новобалтачево): 9 км,
- ближайшей ж/д станции (Буздяк): 80 км.

## Топоним
Первоначально назывался п. Калиновский, с 1920-х гг. фиксировалась как деревня Калиновка.

## История
Основана в конце 19 в. украинскими переселенцами на территории Белебеевского уезда как п. Калиновский.
Существовала до середины 1980-х гг..
Исключёна из учётных данных официально в 2005 году, согласно Закону Республики Башкортостан от 20 июля 2005 года № 211-з «О внесении изменений в административно-территориальное устройство Республики Башкортостан в связи с образованием, объединением, упразднением и изменением статуса населённых пунктов, переносом административных центров».

## Население
В 1906—298 человек, в 1920—334, в 1939—293, в 1959—150, в 1969 — 89.